# Comté d'Ormonde
Le comté d'Ormonde est un des comtés historiques de l'Irlande qui correspond au Munster oriental ou Ormonde (en irlandais Oir Mumhan - Munster de l'est).

## Histoire
Le comté d'Ormonde (irlandais Oir Mumhan - le Munster de l'Est) est issu du démembrement du royaume de Munster après la conquête anglo-normande. Cette partie échût à Theobald FitzWalter (mort en 1206) qui prit le titre de 1er baron d'Ormonde. Les barons d'Ormonde prirent le nom de Butler d'après Theobald le Bouteiller fils de Theobald FitzWalter et devinrent ensuite comte en 1328, marquis en 1642 puis duc en 1661. L'autre partie du royaume forma le royaume de Thomond et resta la possession de la famille famille O'Brien.

### Comte d'Ormonde
Le titre de comte puis de duc d'Ormonde (dans le Munster oriental) appartenait à la famille Butler, anglo-normande, présente en Irlande depuis 1185.

## Sources
- Theodore William Moody, Francis John Byrne Francis X.Martin A New History of Irelande" Tome IX; Maps Genealogies, Lists page 234 -Earls and Dukes of Ormond and their antecedents 1185-1745- Oxford University Press  (ISBN 0198217455).
- Stokvis, Anthony Marinus Hendrik Johan.  Manuel d'histoire, de généalogie et de chronologie de tous les états du globe, depuis les temps les plus reculés jusqu'à nos jours. préf. H. F. Wijnman. - Israël, 1966